# Europa-Parlamentsvalget 1994 i Danmark
Europa-Parlamentets valg 1994 i Danmark var valg af den delegation, der repræsenterer Danmark i perioden 1994-1999 i Europa-Parlamentet. Det var den danske del af Europa-Parlamentsvalget 1994. Valgdeltagelsen var 52,9 procent.

## Valgforbund
Der var følgende valgforbund:
- Det Radikale Venstre (B) og Kristeligt Folkeparti (Q)
- Konservative Folkeparti (C), Centrum-Demokraterne (D) og Venstre (V)
- Junibevægelsen (J) og Folkebevægelsen mod EF-Unionen (N).

Øvrige lister (Socialdemokratiet (A), Socialistisk Folkeparti (F) og Fremskridtspartiet (Z)) var ikke i valgforbund.

## Resultat
| Parti                       | Stemmer  | Stemmer | Stemmer                | Mandater | Mandater | Valgte kandidater                                                            |
| Parti                       | Antal    | Procent | Ændring i procentpoint | Antal    | Ændring  | Valgte kandidater                                                            |
| --------------------------- | -------- | ------- | ---------------------- | -------- | -------- | ---------------------------------------------------------------------------- |
| Venstre                     | 394.362  | 19,0%   | 2.4                    | 4        | 1        | Eva Kjer Hansen, Bertel Haarder, Niels Anker Kofoed og Karin Riis-Jørgensen. |
| Det Konservative Folkeparti | 368.890  | 17,7%   | 4.4                    | 3        | 1        | Poul Schlüter, Christian Rovsing og Frode Kristoffersen.                     |
| Socialdemokratiet           | 329.202  | 15,8%   | 7.5                    | 3        | 1        | Kirsten Jensen, Freddy Blak, Niels Sindal.                                   |
| JuniBevægelsen              | 316.687  | 15,2%   | 15,2                   | 2        | 2        | Jens-Peter Bonde og Ulla Sandbæk.                                            |
| Folkebevægelsen mod EU      | 0214.735 | 10,3%   | 8.6                    | 2        | -2       | Ole Krarup og Lis Jensen.                                                    |
| Radikale Venstre            | 176.480  | 8,5%    | 5.7                    | 1        | 1        | Lone Dybkjær                                                                 |
| Socialistisk Folkeparti     | 178.543  | 7,1%    | 0.5                    | 1        | 0        | Lilli Gyldenkilde                                                            |
| Fremskridtspartiet          | 059.687  | 2,9%    | 2.4                    | 0        | 0        |                                                                              |
| Kristendemokraterne         | 022.986  | 1,1%    | 1.6                    | 0        | 0        |                                                                              |
| Centrum-Demokraterne        | 018.365  | 0,9%    | 7.1                    | 0        | 2        |                                                                              |

- Gyldige stemmer (i alt) : 2.079.937 [3]
- Ugyldige/blanke stemmer : 33.843
- Afgivne stemmer (i alt): 2.113.780 [3]

Stemmeprocenten var 52,9% (Er angivet i forhold til antal stemmeberettigede (3.994.200).)

### Valgte kandidater
De valgte kandidaters personlige stemmetal (spidskandidater i kursiv):
- Poul Schlüter (C)(247.956),
- Lone Dybkjær (B) (159.552),
- Eva Kjer Hansen (V) (123.003),
- Lilli Gyldenkilde (F) (119.449),
- Kirsten Jensen (A) (115.449)
- Jens-Peter Bonde (J) (104.299)
- Ole Krarup (N), (90.030),
- Bertel Haarder (V), (88.093)
- Freddy Blak (A) (52.402)
- Christian Rovsing (C) (33.197)
- Frode Kristoffersen (C) (26.473)
- Ulla Sandbæk (J) (26.371)
- Niels Anker Kofoed (V) (22.138)
- Karin Riis-Jørgensen (V) (19.772)
- Lis Jensen (N) (13.026)
- Niels Sindal (A) (13.021).

### ikke-valgte spidskandidater
De ikke-valgte spidskandidater (med personlige stemmetal i parentes): Peter Duetoft (D) (13.179), Niels Chresten Andersen (Q) (7.931) samt Kristian Thulesen Dahl (Z) (10.561) og Annette Just (Z) (15.213).